# Iluzija enakih barv
Iluzija enakih barv je optična iluzija, ki jo je objavil profesor Edward H. Adelson na MIT leta 1995. Polji A in B sta enakih barv ali sivinskih odtenkov, čeprav se zaradi sence drugega telesa zdita drugačni. Ko oči skušajo tolmačiti 3-dimenzionalni prizor nenadoma ocenijo osvetlitveni vektor in ga uporabijo za presojo lastnosti materiala.
|  |  |